# James Russell
James T. Russell (Bremerton (Washington), 1931) é um inventor norte-americano.
Ele se formou Bacharel em Artes pelo Reed College de Portland em 1953. Trabalhou na General Electric em Richland, Washington onde realizou diversos testes em instrumentação experimental. Desenvolveu e construiu o primeiro soldador por feixe de elétrons.
Em 1965 Russell trabalhou no Pacific Northwest National Laboratory do Battelle Memorial Institute em Richland. Lá, Russell inventou o conceito geral de gravação e reprodução digital óptica. As primeiras patentes de Russell, de números 3.501.586 e 3.795.902, foram solicitadas em 1966 e 1969, respectivamente. Ele construiu protótipos e o primeiro estava operacional em 1973. De 1973 a 1975 seu protótipo foi visto por cerca de 100 empresas, incluindo Philips e Sony, e mais de 1500 folhetos descritivos foram enviados a empresas interessadas[carece de fontes?]. O conceito passou a ser publicado por revistas técnicas e de mídia a partir de 1972[carece de fontes?].
As invenções ópticas de Russell estavam disponíveis publicamente a partir de 1970. As primeiras tecnologias de gravação óptica, que formam a base dos videodiscos, dos CDs e dos DVDs foram publicadas primeiro por Gregg em 1958, e por Kramer e Compaan, pesquisadores da Philips em 1969. É discutível que os conceitos, patentes, protótipos e publicações de Russell[carece de fontes?] poderiam ter instigado e até mesmo dirigido a revolução óptica digital.
Russell também desenvolveu um sistema de memória óptica massivamente paralela que não utiliza partes móveis. Este conceito foi explicado em seis patentes[carece de fontes?].
Ele também desenvolveu conceitos inovadores para sistemas de transporte e estruturas urbanas[carece de fontes?].
Até Julho de 2007, Russell era proprietário de 54 patentes americanas.